# Cerboli
Cerboli (Italiaans: Isola di Cerboli) is een klein eiland voor de westkust van Italië. Het eiland, gelegen in de Tyrreense Zee wordt geografisch tot de Toscaanse Archipel gerekend. Het ligt zes kilometer ten oosten van Palmaiola, nabij Elba en Piombino, tussen het kanaal van Piombino en de golf van Follonica in.
Het eiland maakt deel uit van de op Elba gelegen gemeente Rio Marina en staat samen met het grotere buureiland Palmaiola onder natuurbescherming.